# Institut del Món Àrab
L'Institut del Món Àrab (IMA) (en francès: Institut du Monde Arabe) es troba a París i busca fomentar l'entesa entre el món Francès i l'Àrab.
L'institut té com a finalitats principals: el desenvolupament i aprofundiment dels estudis, el coneixement i la comprensió del Món Àrab, el seu idioma, civilització i afany de desenvolupament, la promoció l'intercanvi cultural, la comunicació i cooperació entre el món Àrab i Francès, especialment en el relacionat amb els camps de les ciències i la tècnica i fomentar les relacions entre el món àrab i França així com Europa. Té al seu càrrec el diàleg entre França i Egipte, Algèria, Bahrein, Djibouti, l'Iraq, Iemen, Jordània, Qatar, Comores, Kuwait, Líban, Líbia, El Marroc, Mauritània, Oman, Palestina, Aràbia Saudita, Somàlia, Sudan, Síria, Tunis, Unió dels Emirats Àrabs i la Lliga Àrab.

## L'edifici
L'Institut del Món Àrab és un edifici dissenyat per Jean Nouvel i inaugurat el 1987. Aquest arquitecte francès va guanyar el concurs on es buscava el projecte per a crear un centre cultural que acostés la cultura àrab a la francesa. Està situat al Boulevard Sant Germain, al costat del riu Sena. Una de les seves característiques principals és l'espai «sense límits» creat pel joc de llums, ombres, reflexos i vitralls que Nouvel posa hàbilment en la seva obra. Les cèl·lules fotoelèctriques que hi ha als vitralls de la façana sud són un dels elements de l'edifici més cridaners.

### Presidents
- 1977-1980 : Jean Basdevant
- 1980-1985 : Philippe Ardant
- 1985-1986 : Pierre Guidoni
- 1986-1988 : Paul Carton
- 1988-1995 : Edgard Pisani
- 1995-2002 : Camille Cabana
- 2002-2004 : Denis Bauchard
- 2004-2007 : Yves Guéna
- 2007-2011 : Dominique Baudis
- 2011-2012 : Renaud Muselier
- 2013- : Jack Lang[1]